# ضفيرة بلعومية وريدية
ضفيرة بلعومية (وريدية)، هي شبكة من الأوردة التي تبدأ في الضفيرة البلعومية للعصب الحائر (القحفي العاشر) على السطح الخارجي للبلعوم، وبعد استقباله لبعض الأوردة السحائية الخلفية و وريد القناة الجناحية، ينتهي في الوريد العنقي الغائر.

## روابط خارجية
- http://anatomy.uams.edu/AnatomyHTML/veins_head&neck.html نسخة محفوظة 4 مارس 2008 على موقع واي باك مشين.